# Hogeschool Hedmark
De Hogeschool Hedmark (Noors: Høgskolen i Hedmark, afkorting: HH) is een Noorse hogeschool met vestigingen in de steden Hamar, Åmot, Stor-Elvdal en Elverum (allen provincie Innlandet). In de laatstgenoemde bevindt zich het hoofdkwartier van de hogeschool. De instelling, met zo'n 4000 studenten, is opgedeeld in een vijftal faculteiten:
- Gezondheid en sociale wetenschappen (Elverum)
- Lerarenopleiding en natuurwetenschappen (Elverum)
- Lerarenopleiding en natuurwetenschappen (Hamar)
- Bos- en landbouw (Stor-Elvdal)
- Economie, maatschappij en informatica (Åmot)